# العتاولة 2 (مسلسل)
العتاولة 2 هو الموسم الثاني من مسلسل العتاولة الذي عرض لأول مرة في شهر رمضان عام 1445 هـ، وهو من بطولة أحمد السقا وطارق لطفي وباسم سمرة وفيفي عبده وزينة، ومن تأليف مصطفى جمال هاشم، ومن إخراج أحمد خالد موسى.

## قصة المسلسل
في الموسم الثاني يجد (نصار) نفسه في محنة كبيرة عندما يكتشف أن ابنته تعاني من مرض خطير يحتاج علاجه لملايين، مما يدفعه للتعاون مجددًا مع (خضر) والعمل لصالح (عيسي الوزان)، لمواجهة عدو جديد وغير متوقع.

## طاقم التمثيل
- أحمد السقا في دور «نصار فتيحة»[2]
- طارق لطفي في دور «خضر فتيحة»
- باسم سمرة في دور «عيسى الوزان»
- فيفي عبده في دور «شديدة»
- زينة في دور «حنة»
- مي القاضي في دور «شوق»
- مريم الجندي في دور «شادية»
- مصطفى أبو سريع في دور «عاطف»
- نسرين أمين في دور «عدولة»

## وصلات خارجية
- العتاولة 2 على موقع قاعدة بيانات الأفلام العربية